# Åkersberga IBF
Åkersberga Innebandyförening, i folkmun känd som Ackers ,är en av Sveriges och världens största innebandyföreningar sett till antalet medlemmar. Föreningen har sin bas i Åkersberga, några mil norr om Stockholms innerstad. Klubben bildades 1985 och är idag mest känd för sin stora och framgångsrika ungdomsverksamhet men har även haft framgångar på A-lagsnivå där man tidigare tillbringat flera säsonger i landets högsta division Superligan (som då hette Elitserien). Ackers spelar sina hemmamatcher i Åkersberga Sporthall som bland fansen kallas för Ackersborgen. Ackers har även ett damlag som backas upp av att klubbens ungdomssatsning är lika stark även på damsidan.
Ackers har en ungdomsverksamhet som under årens lopp skolat ett flertal spelare som antingen spelar eller har spelat i Superligan. Även ett antal landskamper kan läggas till på meritlistor hos Ackers-fostrade spelare. En spelare fostrad i Ackers som har utmärkt sig är Mattias Samuelsson som spelar i Storvreta IBK samt i det svenska innebandylandslaget.